# Decadentismo
O decadentismo foi um movimento literário e artístico do final do século XIX que ocorreu no Ocidente, principalmente na França, baseado na sensação de decadência social e na oposição ao realismo e ao positivismo. Foi representado principalmente pelos poetas franceses Paul Verlaine, Arthur Rimbaud e Stéphane Mallarmé e é geralmente reconhecido como um movimento precursor do simbolismo, quando não se confundindo com este.

## Visão geral
Uma das melhores expressões do movimento decadentista é encontrada no verso de Verlaine: "Eu sou o império ao fim da decadência". De fato, Verlaine esteve durante algum tempo à frente do movimento, especialmente depois da publicação de Os poetas malditos (1884).
O decadentismo foi a antítese do parnasianismo e de sua doutrina  inspirada no ideal clássico da "arte pela arte", apesar de  Verlaine, um dos expoentes máximos do decadentismo,  ter sido um parnasiano. A fórmula pictórica e escultórica dos parnasianos ut pictura poesis, segundo a lição de Horácio, é substituída no decadentismo pelo ideal de uma poesia que "tende à forma de música".
Paul Bourget explicava, a propósito de Baudelaire, que a ideia de decadentismo vêm do insulamento das frases ou versos num romance. Isto é, cada frase passa a valer como organismo independente e não como parte de um todo.
O decadentismo arremete contra a moral e os costumes burgueses, evoca a evasão à realidade cotidiana, exalta o heroísmo individual e infeliz,  explorando as regiões mais extremas da sensibilidade e do inconsciente.
Seu esteticismo foi acompanhado, em geral, de um exotismo e interesse por países distantes, especialmente os orientais, que exerceram grande fascinação em autores como os franceses Pierre Louÿs (em sua novela "Afrodita", de 1896, e em seus poemas "As canções de Bilitis",  de 1894) e Pierre Loti  e o inglês Richard Francis Burton, explorador e tradutor de uma polêmica versão de "As mil e uma noites".
Mas a máxima expressão do decadentismo é constituída pelo romance "À rebours" ("Às avessas"), escrito em 1884 pelo francês Joris-Karl Huysmans,  considerado um dos escritores mais rebeldes e significativos do fim de século.  O romance narra o estilo de vida excêntrico do duque Jean Floressas des Esseintes, que se tranca em uma casa de campo para satisfazer o propósito de "substituir a realidade pelo sonho da realidade". Esse personagem se converteu no modelo exemplar dos decadentes, a ponto de personagens como Dorian Gray, de Oscar Wilde,  e  Andrea Sperelli, de Gabriele D'Annunzio, serem considerados como "descendentes diretos" de Des Esseintes . "À rebours" foi definido pelo poeta inglês Arthur Symons como "o breviário do decadentismo".
Também são considerados decadentes os pós-simbolistas franceses Jean Lorrain, Madame Rachilde, Octave Mirbeau e, de certa maneira, também Auguste Villiers de L'Isle-Adam, Stéphane Mallarmé e Tristan Corbière.
A revista "Le Décadent", fundada en 1886 por Anatole Baju, serviu como veículo de expressão do movimento.

## O decadentismo na Europa
Na Inglaterra, aparecem como representantes do decadentismo as figuras de Oscar Wilde, especialmente em sua novela O retrato de Dorian Gray (1891), e seu mestre Walter Pater, que publicou uma novela considerada seminal para a sua geração, "Marius the Epicurean" (1885), além de nomes como Arthur Symons, Ernest Dowson e Lionel Johnson.
O italiano Gabriele d'Annunzio cultivou o elemento aristocrático típico do decadentismo, em seu romance "Il piacere" e em seus poemas cheios de sentimento, com uma escrita rica e sugestiva.

## O decadentismo na Espanha e na América Latina
Espanha e América Latina também se deixaram influenciar por esta atitude estético-literária, e toda a poesia do fim de século responde aos ideais artísticos da "arte pela arte". Assim pode ser considerado o modernismo do nicaraguense Rubén Darío e do mexicano José Juan Tablada. O decadentismo artístico foi muito mais persistente na América: Amado Nervo, Leopoldo Lugones, Mariano Azuela, César Vallejo, Horacio Quiroga e outros llenaron muchos años de la vida literaria suramericana y en ellos la nota francesa nunca estuvo ausente.
Esta renovação estética adquiriu na Espanha matizes peculiares, e assim aparece nas obras decadentistas de Manuel Machado e da primeira fase de Juan Ramón Jiménez (en algunas obras como "Ninfeas", 1900), Francisco Villaespesa e Valle-Inclán, em especial em suas primeira obras, como seu livro de versos "Aromas de leyenda" (1907). São decadentistas ainda mal estudados os poetas Emilio Carrere e Alejandro Sawa, os novelistas Álvaro Retana, Antonio de Hoyos y Vinent e Joaquín Belda, assim como o contista peruano Clemente Palma.

## Fim do decadentismo e influência posterior
Em 1890, a revista Mercure de France publicou um manifesto em defesa do simbolismo. A partir de então, a trajetória do decadentismo, entendido como movimento, pode-se considerar terminada. Anteriormente, em setembro de 1866, um artigo publicado por Jean Moréas em Le Figaro, mencionou pela primeira vez o simbolismo, referindo-se ao "bosque dos símbolos". 
As teorias do simbolismo apareceram publicadas na revista Le symboliste, enquanto que os decadentes continuaram usando Le décadent como veículo para difundir suas teses. Formou-se assim a divergência entre os decadentes, complacentes experimentadores no campo dos sentidos e da linguagem, e os simbolistas, que buscam os valores absolutos da palavra e aspiram a expressar uma harmonia universal.

## O decadentismo como ponto de encontro
Mais tarde, alguns críticos ampliaram o significado do termo decadente como oposto aos convencionalismos. Desta maneira, o decadentismo seria, em suas origens, antiacadêmico em pintura, antipositivista em filosofia, antinaturalista em literatura. Assim, várias tendências, escolas e orientações, diversas e distantes, acabaram por confluir e encontrar-se compreendidas sob a mesma etiqueta. 
Genericamente se definem como decadentes aquelas formas de arte que superam ou alteram a realidade na evocação, na analogia, na evasão, no símbolo. A lista de nomes pode incluir  Rainer Maria Rilke, Konstantínos Kaváfis, Paul Valéry, Marcel Proust, Franz Kafka, James Joyce, Oscar Wilde, Thomas Stearns Eliot  ou mesmo movimentos de vanguarda como o surrealismo, o imagismo russo, o cubismo  ou o realismo crítico de Thomas Mann.